# Estado de Venezuela
Estado de Venezuela fue el nombre oficial de Venezuela adoptado por la Constitución de 1830, durante el gobierno de José Antonio Paéz Este nombre se mantuvo hasta 1856 cuando en la constitución promulgada en ese año cambia el nombre oficial del país al de República de Venezuela. Luego en la constitución de 1864 cambia nuevamente de nombre a Estados Unidos de Venezuela.

## Historia

### Antecedentes: Separación de la Gran Colombia
Los movimientos separatistas en el seno de la Gran Colombia comienzan a surgir en 1826 con La Cosiata, este y otros movimientos tenían razones políticas como luchas de poder, razones económicas como los derechos de aduanas de los puertos, razones sociales como el descontento frente a las levas de soldados y el reclutamiento forzoso durante los últimos años de la república de Colombia, posteriormente el poder absolutista de la dictadura ejercida oficialmente desde el 27 de agosto de 1828, cuando el general Bolívar ejerció el poder legislativo a través de poderes extraordinarios, la vicepresidencia de la Gran Colombia y otros cargos del gobierno fueron eliminados, hecho que dejó a los representantes de las provincias fuera del Gobierno, entre ellos al general Francisco de Paula Santander quien era vicepresidente de la nación para entonces.
El poder administrativo quedó en manos de un Consejo de ministros en cabeza del general Domingo Caycedo, quien a su vez nombró como presidente al general Sucre como presidente interino, en vista que Bolívar marchó hacia Perú al presentarse agitaciones por parte de sus pobladores, sin embargo Sucre quien era considerado como el heredero del Libertador fue asesinado el 4 de junio, hecho que suministró todavía más desconcierto al orden político. Al verse en situaciones comprometedoras se solicitó se aprobara el proyecto de una nueva constitución en la cual se le consideraba al general Bolívar en cargo perpetuo como presidente otorgándole de igual manera poderes legislativos extraordinarios (prácticamente un poder monárquico), la anexión de Perú a la Gran Colombia, sin embargo el contenido se aprobó a pesar de la solicitud hecha por parte de Domingo Caycedo de no hacerlo hasta recibir noticias de parte del Departamento de Venezuela, tres días después las agitaciones e insubordinaciones se empezaron a ver: los altos oficiales venezolanos y representantes de provincias la Gran Colombia mostraron su rechazo: varias provincias de la Gran Colombia solicitaron ser excluidas del departamento de Colombia y ser admitidas a territorio Venezolano o ecuatoriano con el fin de tener la posibilidad de no admitir el mandato establecido, varios batallones se negaron a recibir órdenes por parte de Bogotá y habitantes de Perú se negaban a ser admitidos dentro de una nación dominada por una dictadura.
Dichas tendencias se agruparon en torno a la figura de José Antonio Páez , Francisco de Paula Santander y los seguidores de Simón Bolívar estos últimos apoyaban la tesis de un gobierno central fuerte desde Bogotá, con lo que no estaban de acuerdo los representantes de Venezuela, que constituyó un estado separado dentro de España antes de la independencia. En mayo de 1830 se reúne un congreso en Valencia, en el cual los delegados del departamento de Venezuela, las provincias de Zulia, Orinoco y Apure decidieron separarse de la Gran Colombia y constituir un estado independiente con el nombre de Venezuela.

### Gobierno de los Notables (1830 - 1840)

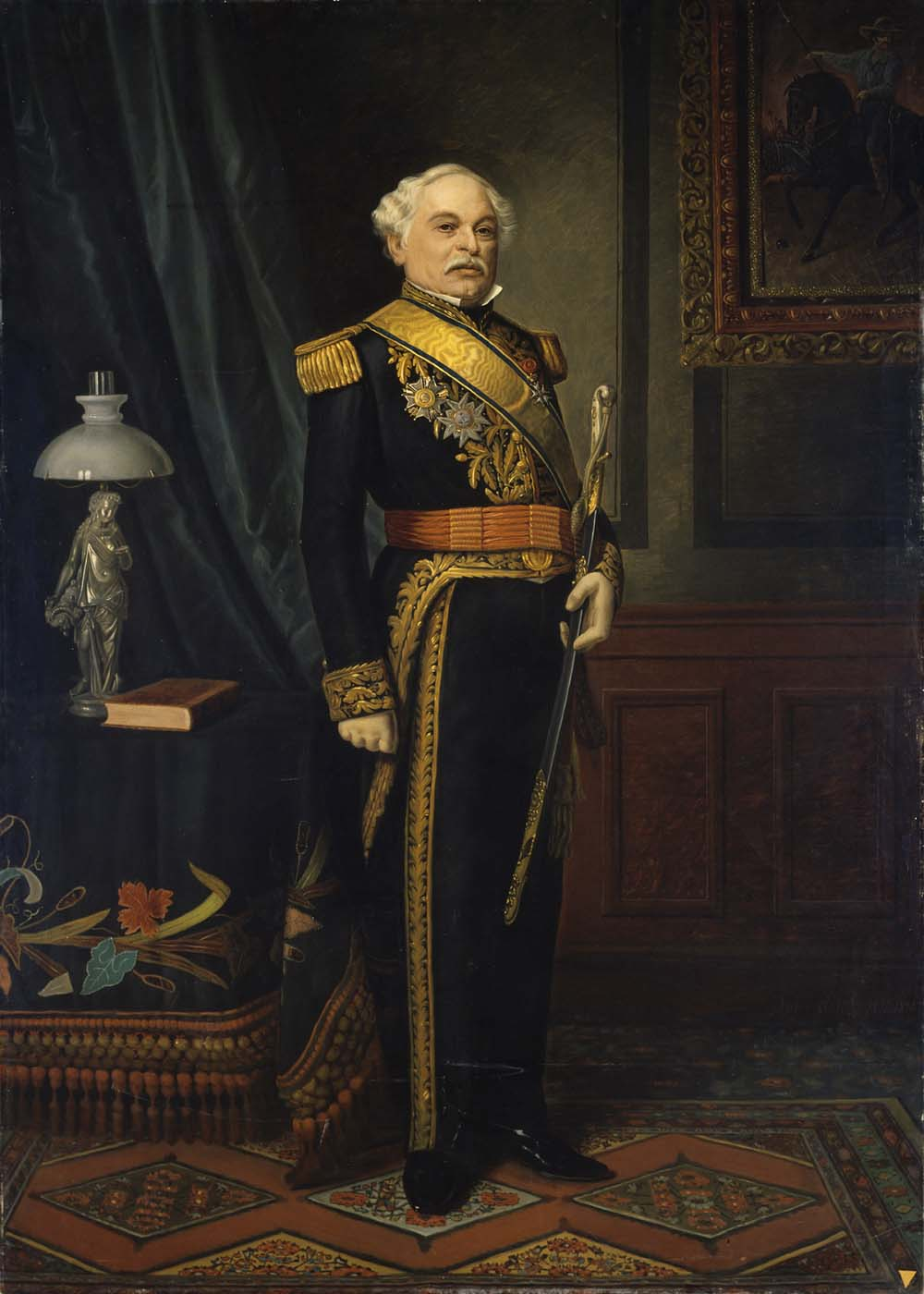
José Antonio Páez primer presidente del Estado de Venezuela.

El 22 de septiembre de 1830 se redactó la primera constitución del nuevo estado, se estableció el gobierno en Caracas con José Antonio Páez como presidente. Páez gobernó constitucionalmente entre 1831-1835 y provisionalmente desde el congreso de Valencia. En 1835, José María Vargas -eminente médico y científico de la época- fue elegido para la presidencia por los diputados del congreso en elecciones indirectas. Sin embargo, las secuelas de 20 años de guerra produjeron un alzamiento en 1835, en el que José María Vargas fue derrocado por el general Santiago Mariño, Pedro Carujo, Pedro Briceño Méndez, Diego Ibarra y otros generales de la independencia que querían instaurar un gobierno federal, este alzamiento fue conocido como la Revolución de las Reformas. Tras el derrocamiento de Vargas y la toma de Caracas, fue designado como jefe superior del nuevo gobierno el General Santiago Mariño y como jefe de tropas al general Pedro Carujo. José Antonio Páez, quien se había alejado coyunturalmente del gobierno, tras la derrota de su candidato Carlos Soublette en las elecciones de 1835, se encargó de organizar un ejército y contraatacar militarmente a los alzados y reponer a Vargas en el gobierno, este último retornó a la presidencia el 20 de agosto de ese mismo año. 
Vargas renunció de forma irrevocable el 14 de abril de 1836, aduciendo las presiones a las que era sometido su gobierno. Vargas fue sustituido por el vicepresidente Andrés Narvarte, ejerciendo sus funciones desde el 24 de abril de 1836, hasta el 20 de enero de 1837, cuando terminó su periodo como presidente. Andrés Narvarte fue sucedido por José María Carreño, quien ejerció funciones como presidente del 26 de enero de 1837 hasta el 11 de marzo de 1837, fecha en que venció su periodo como vicepresidente del Consejo de Gobierno. El general Carlos Soublette, quien fue elegido por el congreso como vicepresidente de la República, completó el período constitucional desde el 11 de marzo de 1837, hasta el 1 de febrero de 1839 cuando asumió la presidencia nuevamente José Antonio Páez.
Para 1840 el grupo en torno a Páez había gobernado el país durante 10 años, en ese tiempo se había reactivado la economía, establecido el gobierno y recuperado físicamente el país luego de 20 años de guerras. Sin embargo existía descontento por algunas medidas que el gobierno había tomado para esto, como la ley de 1834 conocida popularmente como “Ley de Libertad de Contratos”, la cual protegía a los prestamistas y permitía el préstamo con interés establecida como mecanismo para animar a quienes tenían capitales almacenados a que los pusieran en circulación reactivando la economía, sin embargo la usura condujo a abusos y enfrentó a comerciantes y hacendados.

### Surgimiento del Partido Liberal
En 1840 Antonio Leocadio Guzmán funda el periódico El Venezolano, y el llamado partido Liberal. Desde su periódico Guzmán encabezó la oposición al grupo gobernante agrupado en torno a la figura de Páez, el cual pasó a ser conocido como partido Conservador. En 1842 Páez termina su segundo período constitucional y es electo nuevamente el general Carlos Soublette para el período 1843 – 1846. Durante el segundo gobierno de Páez (13 de diciembre del 1842) se produce la reivindicación de la figura de Simón Bolívar y la repatriación de sus restos mortales a la iglesia de la Santísima Trinidad en Caracas, que sería convertida en Panteón Nacional durante el gobierno de Antonio Guzmán Blanco (1870 – 1877). En 1847 al terminar el período de Soublette imposibilitados por la constitución Páez y Soublette para ser reelectos, estos apoyan la candidatura del general José Tadeo Monagas, quien resultó vencedor.

### Hegemonía de los Monagas (1847 - 1857)
Monagas al poco tiempo de ser electo se apartó del partido Conservador que lo había llevado al poder, apoyándose en algunos elementos liberales y tomando algunas medidas de su programa como la derogación de la “Ley de Espera y Quita” de 1834, sin embargo pronto quedó claro que Monagas gobernaría con un grupo de seguidores adeptos, apartándose también del partido liberal.
La situación llevó a ambos partidos a reunirse en enero de 1848 para decidir la destitución de Monagas como presidente. Fue cuando ocurrieron los lamentables y no aclarados sucesos conocidos como Asalto al Congreso de Venezuela de 1848 cuando un grupo de guardias armados irrumpió durante la sesión formándose una balacera donde murieron varios diputados incluyendo al ilustre Santos Michelena. La culpabilidad o inocencia de Monagas no quedó establecida, pues aunque no se encontraba en el sitio y no se pudo afirmar si dio la orden, tampoco se investigó, ni se castigó a los involucrados y el resultado fue un nuevo congreso favorable a Monagas.
Así José Tadeo Monagas hizo elegir a su hermano José Gregorio Monagas para el período 1851–1855. En 1854 el presidente general José Gregorio Monagas decretó la libertad de los esclavos, que se llevó a cabo con la compra por parte del estado de todos los esclavos a sus amos, y su liberación, dicha liberación más que una reivindicación social, buscaba la activación del aparato productor al quitarle a los dueños la carga de la manutención de los esclavos y convertirlos en peones a sueldo que tenían que trabajar para cobrar, además de quitarle una de sus banderas políticas al partido liberal.
En 1855 el general José Tadeo Monagas volvió a la presidencia. Siendo este su segundo y último período hizo modificar la constitución estableciéndose la Constitución de los Estados Unidos de Venezuela de 1857, dicha constitución elevaba el período presidencial a 6 años y permitía otras reelecciones, cambiaba el nombre del país a República de Venezuela y establecía la división de las provincias en cantones y parroquias. La constitución de 1857 apenas pudo ponerse en práctica, ya que en 1858 el gobernador de la provincia de Carabobo general Julián Castro Contreras derrocó a Monagas en la Revolución de Marzo.

### Cambio del nombre oficial a Estados Unidos de Venezuela
Durante el periodo comprendido entre 1830 y 1857 el nombre oficial del país era Estado de Venezuela; mientras que en la constitución de 1858 el país tenía por nombre oficial República de Venezuela.
En la presidencia de Juan Crisóstomo Falcón se firmó la constitución de 1864, la que cambió el nombre de las provincias a los estados, el de la nación de República de Venezuela (constitución de 1857) o Estado de Venezuela (constitución de 1830, cabe recordar que la constitución de 1857 no entró en plena vigencia y fue derogada por el presidente Julián Castro Contreras) a “Estados Unidos de Venezuela”.
Luego del triunfo del Partido Liberal en la Guerra Federal se convoca a una asamblea constituyente para crear una nueva constitución basada en los principios federales. El 28 de marzo de 1864 los miembros de la asamblea constituyente reunidos en Caracas firman la constitución. El presidente Falcón ordena su publicación y circulación el 13 de abril y finalmente es refrendada por el ministro de Interior y Justicia, de Relaciones Exteriores, de Hacienda, de Fomentos y el de Guerra y Marina el 22 de abril.

## Geografía

### Límites geográficos
La constitución de 1830 estableció que los límites del Estado de Venezuela son los mismos que tenía la Capitanía General de Venezuela en el año de 1810. Dicho principio se conserva en las sucesivas constituciones que se han promulgado en el país.

### Organización territorial

Venezuela en 1830.

Venezuela en 1840.

La Constitución de 1830 contemplaba la existencia de 11 provincias:
- Provincia de Apure
- Provincia de Barcelona
- Provincia de Barinas
- Provincia de Carabobo
- Provincia de Caracas
- Provincia de Coro
- Provincia de Cumaná
- Provincia de Guayana
- Provincia de Maracaibo
- Provincia de Margarita
- Provincia de Mérida

Venezuela en 1856.

En 1831 se creó la provincia de Trujillo a partir de la de Maracaibo. En 1832 se creó la provincia de Barquisimeto de la de Carabobo y el número de provincias de elevó a 13. En 1848 se crearon las provincias de Aragua y Guárico (ambas separadas de la de Caracas). Para 1856 el número de provincias aumenta a 21, entre ellas Amazonas que fue provincia brevemente para luego volver a ser territorio federal:
- Provincia de Amazonas
- Provincia de Apure
- Provincia de Aragua
- Provincia de Barcelona
- Provincia de Barinas
- Provincia de Barquisimeto
- Provincia de Cojedes
- Provincia de Carabobo
- Provincia de Caracas
- Provincia de Coro
- Provincia de Cumaná
- Provincia de Guárico
- Provincia de Guayana
- Provincia de Maracaibo
- Provincia de Margarita
- Provincia de Maturín
- Provincia de Mérida
- Provincia de Portuguesa
- Provincia del Táchira
- Provincia de Trujillo
- Provincia de Yaracuy

## Política y gobierno

### Constituciones
El Estado de Venezuela tuvo varias constituciones creadas por los distintos gobiernos que rigieron el país. Estas constituciones fueron:
- Constitución de Venezuela de 1830
- Constitución de los Estados Unidos de Venezuela de 1857
- Constitución de Venezuela de 1858

### Presidentes
| Leyenda: | Partido Conservador | Dictadura militar | Partido Liberal |

| # (Único) | # (Todos) | # (Seleccionado todos) |  | Presidente              | Tiempo en el Poder | Tipo de Asunción                                                          | Ocupación                                  |
| --------- | --------- | ---------------------- |  | ----------------------- | ------------------ | ------------------------------------------------------------------------- | ------------------------------------------ |
| 4         | 4         | 3                      |  | José Antonio Páez       | 1830- 1835         | Elecciones indirectas                                                     | General Militar                            |
| 5         | 6         | 5                      |  | Andrés Narvarte         | 1835-1835          | Presidente interino                                                       | Abogado / Político                         |
| 5         | 5         | 4                      |  | José María Vargas       | 1835-1835          | Elecciones indirectas                                                     | Médico, Científico, Cirujano y catedrático |
| 6         | 7         | 6                      |  | José María Carreño      | 1835-1835          | Presidente interino                                                       | General Militar                            |
| 7         | 5         | 4                      |  | José María Vargas       | 1835-1836          | Restauración                                                              | Médico, Científico, Cirujano y catedrático |
| 8         | 6         | 5                      |  | Andrés Narvarte         | 1836-1837          | Presidente interino                                                       | Abogado / Político                         |
| 9         | 7         | 6                      |  | José María Carreño      | 1837-1837          | Presidente interino                                                       | General Militar                            |
| 10        | 8         | 7                      |  | Carlos Soublette        | 1837-1839          | Presidente interino                                                       | General Militar                            |
| 11        | 9         | 3                      |  | José Antonio Páez       | 1839-1843          | Elecciones indirectas                                                     | General Militar                            |
| 12        | 10        | 7                      |  | Carlos Soublette        | 1843-1847          | Elecciones indirectas                                                     | General Militar                            |
| 13        | 11        | 8                      |  | José Tadeo Monagas      | 1847-1851          | Elecciones indirectas                                                     | General Militar                            |
| 14        | 12        | 9                      |  | José Gregorio Monagas   | 1851-1855          | Elecciones indirectas                                                     | General Militar                            |
| 15        | 13        | 9                      |  | José Tadeo Monagas      | 1855-1858          | Elecciones indirectas                                                     | General Militar                            |
| 16        | 14        | 10                     |  | Pedro Gual              | 1858-1858          | Designado Presidente provisional por el Congreso                          | Abogado / Político                         |
| 17        | 15        | 11                     |  | Julián Castro Contreras | 1858-1859          | Golpe de Estado                                                           | General Militar                            |
| 18        | 16        | 10                     |  | Pedro Gual              | 1859-1859          | Designado Presidente provisional                                          | Abogado / Político                         |
| 19        | 17        | 11                     |  | Manuel Felipe de Tovar  | 1859-1861          | Golpe de Estado (primer periodo); Elecciones indirectas (segundo periodo) | Político                                   |
| 20        | 18        | 10                     |  | Pedro Gual              | 1861-1861          | Presidente interino                                                       | Abogado / Político                         |
| 21        | 19        | 3                      |  | José Antonio Páez       | 1861-1863          | Elecciones indirectas                                                     | General Militar                            |
| 22        | 20        | 12                     |  | Juan Crisóstomo Falcón  | 1863 - 1865        | Victoria en la Guerra Federal (primer periodo)                            | General Militar                            |